# Aleksander Sawiuk
Aleksander Sawiuk (ur. ok. 1880, zm. 9 listopada 1925 w Sanoku) – doktor praw, adwokat, działacz polityczny i społeczny.

## Życiorys
W 1900 zdał egzamin dojrzałości w seminarium męskim w Stanisławowie. Ukończył studia prawnicze uzyskując stopień naukowy doktora. W okresie zaboru austriackiego w ramach autonomii galicyjskiej był adwokatem przy C. K. Sądzie Powiatowym w Sanoku od około 1907, własną kancelarię adwokacką otworzył w 1908. Przed 1914 był członkiem rady dyscyplinarnej przemysko-samborskiej Izby Adwokatów. Pracował w charakterze adwokata krajowego. Na początku XX wieku był członkiem dyrekcji Towarzystwa Wzajemnego Kredytowego „Beskid” (Obszczestwo Wzaimnoho Kredytu „Beskid”) działającego w budynku przy ul. Tadeusza Kościuszki). Zamieszkiwał w Sanoku, a jego mieszkanie zostało okradzione na początku 1913.
W Sanoku był jednym z przywódców stronnictwa o charakterze moskalofilskim oraz działaczem organizacji pod nazwą Russkij Torhowyj Dom. Po włączeniu gminy Posada Sanocka do Sanoka w 1910 był członkiem rady przybocznej. Bez powodzenia ubiegał się o mandat posła Sejmu Krajowego Galicji we Lwowie startując w IV kurii (gminy wiejskie): 6 września 1910 jako kandydat środowiska staroruskiego w wyborach uzupełniających o mandat po dr. Jewhenie Ołesnyckim w IX kadencji w okręgu nr 33 Stryj zdobył 45 głosów i uległ kandydatowi ukraińskiemu Jewhenowi Petruszewyczowi z partii Trylowskiego (126 głosów), w 1913 w wyborach do X kadencji w okręgu nr 24 Sanok zdobył 57 głosów i uległ Janowi Potockiemu (140 głosów). Od 1912 był członkiem Rady c. k. powiatu sanockiego, wybrany z grupy gmin wiejskich, pełnił funkcję zastępcy członka wydziału. Został wybrany zastępcą sędziego przysięgłego przy C. K. Sądzie Obwodowym w Sanoku na rok 1914. Podczas I wojny światowej i pierwszej okupacji Sanoka przez armię carską, był w grupie działaczy moskalofilskich prowadzących agitację prorosyjską. Był sądzony w drugim procesie galicyjskich działaczy rusofilskich, po czym w gronie szesnastu z nich 24 lutego 1917 został skazany na karę śmierci przez powieszenie, po czym wszyscy zgłosili zażalenie nieważności. U kresu wojny został przewodniczącym Powiatowej Ruskiej Rady w Sanoku, wchodzącej w skład proklamowanej w grudniu 1918 Ruskiej Ludowej Republiki Łemków.

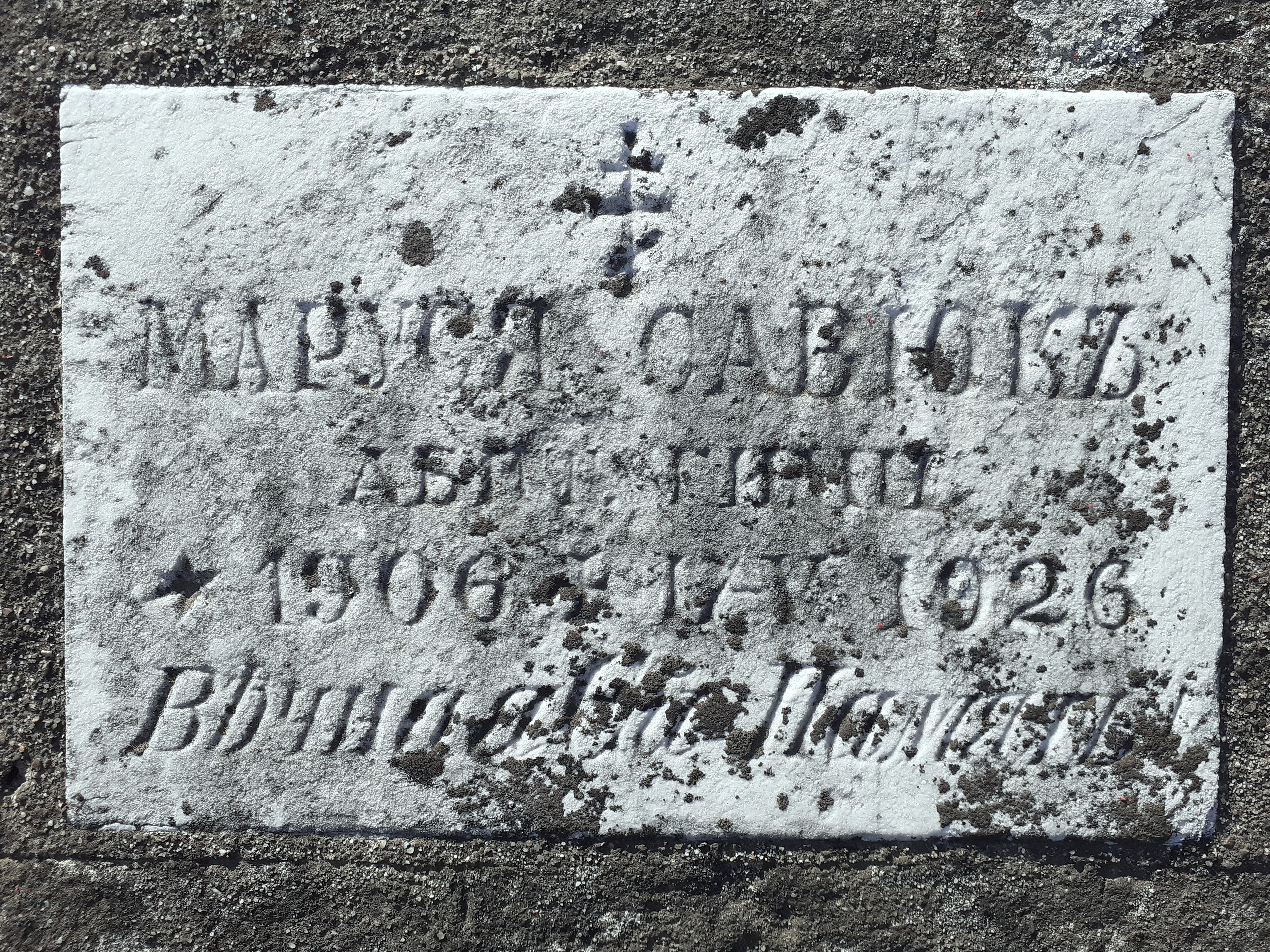
Tabliczka nagrobna Marii Sawiuk

W okresie istnienia II Rzeczypospolitej w 1924 subskrybował akcje założonego wówczas Banku Polskiego. Do końca życia był adwokatem w Sanoku w obrębie Przemyskiej Izby Adwokackiej w Przemyślu. Zmarł 9 listopada 1925 w Sanoku. Został pochowany na cmentarzu przy ulicy Rymanowskiej w Sanoku (jego nagrobek nie zachował się). Po śmierci A. Sawiuka jego substytutem został ustanowiony adwokat dr Andrzej Madeja. Był żonaty z Zofią. Miał córki Marię Izydorę (ur. 1906 w Stryju), Joannę (ur. 1907 w Sanoku). Córka Maria Sawiuk, abiturientka gimnazjum, zmarła przeszło pół roku po nim w połowie maja 1926 w szpitalu w Sanoku i została pochowana w pobliżu grobu ojca (jej nagrobek zachował się). Zofia Sawiuk (ur. w Dorożowie) zmarła w Sanoku 17 grudnia 1943 w wieku 58 lat.